# Rhantus tigris
Rhantus tigris är en skalbaggsart som beskrevs av Michael Balke 1995. Rhantus tigris ingår i släktet Rhantus och familjen dykare. Inga underarter finns listade i Catalogue of Life.